# Tennis Masters Cup 2005 - Singolare
Il singolare del Tennis Masters Cup 2005 è stato un torneo di tennis facente parte dell'ATP Tour.
Roger Federer era il detentore del titolo, ma David Nalbandian lo ha battuto in finale 6(4)–7, 6(11)–7, 6–2, 6–1, 7–6(3).

## Teste di serie
1. Roger Federer (finale)
2. Rafael Nadal (ritirato per infortunio)
3. Andre Agassi (round robin, Ritirato)
4. Guillermo Coria (round robin)
5. Nikolaj Davydenko (semifinali)

1. Ivan Ljubičić (round robin)
2. Gastón Gaudio (semifinali)
3. David Nalbandian (campione)
4. Mariano Puerta (round robin)
5. Fernando González (round robin)

## Tabellone

### Legenda
| - Q = Qualificato - WC = Wild card - LL = Lucky loser | - ALT = Alternate - SE = Special Exempt - PR = Protected Ranking | - w/o = Walkover - r = Ritirato - d = Squalificato |

### Finale
|  | Semifinale | Semifinale        | Semifinale        | Semifinale        | Semifinale        | Semifinale | Semifinale |  |  | Finale | Finale           | Finale | Finale | Finale | Finale | Finale |  |
|  |            |                   |                   |                   |                   |            |            |  |  |        |                  |        |        |        |        |        |  |
|  | 1          | Roger Federer     | Roger Federer     | Roger Federer     | Roger Federer     | 6          | 6          |  |  |        |                  |        |        |        |        |        |  |
|  | 7          | Gastón Gaudio     | Gastón Gaudio     | Gastón Gaudio     | Gastón Gaudio     | 0          | 0          |  |  | 1      | Roger Federer    | 7      | 7      | 2      | 1      | 63     |  |
|  | 5          | Nikolaj Davydenko | Nikolaj Davydenko | Nikolaj Davydenko | Nikolaj Davydenko | 0          | 5          |  |  | 8      | David Nalbandian | 64     | 611    | 6      | 6      | 7      |  |
|  | 8          | David Nalbandian  | David Nalbandian  | David Nalbandian  | David Nalbandian  | 6          | 7          |  |  |        |                  |        |        |        |        |        |  |

### Gruppo rosso
|   |                  | Federer          | Coria         | Ljubičić         | Nalbandian    | RR V–P | Set V–P | Game V–P | Posizione |
| 1 | Roger Federer    |                  | 6–0, 1–6, 6–2 | 6–3, 2–6, 7–6(4) | 6–3, 2–6, 6–4 | 3–0    | 6–3     | 42–36    | 1         |
| 4 | Guillermo Coria  | 0–6, 6–1, 2–6    |               | 2–6, 3–6         | 5–7, 4–6      | 0–3    | 1–6     | 22–38    | 4         |
| 6 | Ivan Ljubičić    | 3–6, 6–2, 6(4)–7 | 6–2, 6–3      |                  | 2–6, 2–6      | 1–2    | 3–4     | 31–32    | 3         |
| 8 | David Nalbandian | 3–6, 6–2, 4–6    | 7–5, 6–4      | 6–2, 6–2         |               | 2–1    | 5–2     | 38–27    | 2         |

La classifica viene stilata in base ai seguenti criteri: 1) Numero di vittorie; 2) Numero di partite giocate; 3) Scontri diretti (in caso di due giocatori pari merito ); 4) Percentuale di set vinti o di games vinti (in caso di tre giocatori pari merito ); 5) Decisione della commissione.

### Gruppo oro
|      |                                | Agassi González      | Davydenko            | Gaudio                      | Puerta                      | RR V–P  | Set V–P | Game V–P   | Posizione |
| 3 10 | Andre Agassi Fernando González |                      | 4–6, 2–6 (w/ Agassi) | 6–1, 5–7, 5–7 (w/ González) | 6–3, 4–6, 6–0 (w/ González) | 0–1 1–1 | 0–2 3–3 | 6–12 32–24 | 5 3       |
| 5    | Nikolaj Davydenko              | 6–4, 6–2 (w/ Agassi) |                      | 6–3, 6–4                    | 6–3 6–2                     | 3–0     | 6–0     | 36–18      | 1         |
| 7    | Gastón Gaudio                  | 1–6, 7–5, 7–5        | 3–6, 4–6             |                             | 6–3, 7–5                    | 2–1     | 4–3     | 35–36      | 2         |
| 9    | Mariano Puerta                 | 3–6, 6–4, 0–6        | 3–6, 2–6             | 3–6, 5–7                    |                             | 0–3     | 1–6     | 22–41      | 4         |

La classifica viene stilata in base ai seguenti criteri: 1) Numero di vittorie; 2) Numero di partite giocate; 3) Scontri diretti (in caso di due giocatori pari merito ); 4) Percentuale di set vinti o di games vinti (in caso di tre giocatori pari merito ); 5) Decisione della commissione.